# Chelonus spinosus
Chelonus spinosus är en stekelart som beskrevs av Mccomb 1968. Chelonus spinosus ingår i släktet Chelonus och familjen bracksteklar. Inga underarter finns listade i Catalogue of Life.